# 9. новембар
9. новембар (9.11.) је 313. дан године по грегоријанском календару (314. у преступној години). До краја године има још 52 дана.

## Догађаји
- 694 — Краљ Визигота на Пиринејском полуострву Егика, оптужује Јевреје да помажу муслимане и осуђује на ропство.
- 1494 — Породица Медичи постаје владарска у Фиренци.
- 1799 —  Државним ударом који су извели Наполеон Бонапарта Жозеф Сијес збачен је са власти директоријум и уведен Конзулат.
- 1867 — Последњи шогун Токугава Јошинобу је понудио своју оставку цару Мејџију.
- 1872 — Велики пожар у Бостону.
- 1884 — Оснивање Основне школе Стеван Чоловић Ариље.
- 1918 — Немачки цар Вилхелм II је абдицирао, а Филип Шајдеман је прогласио републику.
- 1937 — Јапанска војска улази у Шангај.
- 1938 — Кристална ноћ, први масовни чин антијеврејског насиља у нацистичкој Немачкој.
- 1953 — Камбоџа је постала независна од Француске.
- 1985 — Гари Каспаров је победом над Анаталијом Карповим са 22 године постао најмлађи светски првак у шаху.
- 1989 — Гинтер Шабовски грешком најављује ступање на снагу нових прописа за путовање, дан раније него што је требало. Источнонемачке власти као последицу укидају забрану преласка из источног у западни део Немачке, и исто вече хиљаде грађана се окупља на граници два Берлина, чиме отпочиње рушење Берлинског зида.
- 1993 — Мостарски стари мост се срушио у Неретву после вишедневног бомбардовања са хрватске стране.
- 1996 — Мајк Тајсон доживљава свој други пораз, први од Ивандер Холифилда, који осваја трећу титулу у супертешкој категорији.
- 2005 — Венус експрес мисија Европске свемирске агенције је лансирана из Бајконура у Казахстану.
- 2016 — Доналд Трамп проглашен је победником америчких председничких избора и постао 45. Председник Сједињених Америчких Држава.
- 2020 — Оружани сукоби у Нагорно-Карабаху завршени су потписивањем споразума о прекиду ватре у Москви између лидера Јерменије, Азербејџана и Русије.

## Рођења
- 1818 — Иван Тургењев, руски књижевник и драматург. (прем. 1883)
- 1841 — Едвард VII, краљ Велике Британије и Ирске и цар Индије (1901—1910). (прем. 1910)
- 1868 — Мари Дреслер, канадско-америчка глумица и комичарка. (прем. 1934)
- 1883 — Една Меј Оливер, америчка глумица. (прем. 1942)
- 1885 — Херман Вајл, немачки математичар, теоријски физичар и филозоф. (прем. 1955)
- 1885 — Велимир Хлебњиков, руски песник и драматург. (прем. 1922)
- 1894 — Меј Марш, америчка глумица. (прем. 1968)
- 1902 — Ентони Есквит, енглески редитељ. (прем. 1968)
- 1906 — Артур Рудолф, немачки ракетни инжењер. (прем. 1996)
- 1914 — Хеди Ламар, аустријско-америчка глумица и продуценткиња. (прем. 2000)
- 1922 — Дороти Дандриџ, америчка глумица, певачица и плесачица. (прем. 1965)
- 1922 — Имре Лакатош, мађарски филозоф математике и науке. (прем. 1974)
- 1928 — Ен Секстон, америчка песникиња. (прем. 1974)
- 1929 — Имре Кертес, мађарски писац, добитник Нобелове награде за књижевност (2002). (прем. 2016)
- 1934 — Карл Сејган, амерички астроном, космолог, астрофизичар, астробиолог, писац и популаризатор науке. (прем. 1996)
- 1936 — Михаил Таљ, совјетски и летонски шахиста. (прем. 1992)
- 1944 — Херберт Вимер, немачки фудбалер.
- 1948 — Луиз Фелипе Сколари, бразилски фудбалер и фудбалски тренер.
- 1953 — Мерима Његомир, српска певачица. (прем. 2021)
- 1960 — Андреас Бреме, немачки фудбалер и фудбалски тренер.(прем. 2024)
- 1964 — Роберт Данкан Макнил, амерички глумац, редитељ и продуцент.
- 1972 — Ерик Дејн, амерички глумац.
- 1973 — Зисис Вризас, грчки фудбалер.
- 1974 — Алесандро дел Пјеро, италијански фудбалер.
- 1974 — Свен Ханавалд, немачки ски скакач.
- 1980 — Лана Шкргатић, хрватска музичарка.
- 1984 — Делта Гудрем, аустралијска музичарка и глумица.
- 1984 — Сузана Ћебић, српска одбојкашица.
- 1986 — Данина Јефтић, српска глумица.
- 1987 — Хајди Вотерс, америчка порнографска глумица.
- 1988 — Ники Блонски, америчка глумица, певачица и плесачица.
- 1990 — Роман Барде, француски бициклиста.
- 1994 — Шарлот Карден, канадска музичарка.
- 1999 — Карол Севиља, мексичка глумица и певачица.

## Смрти
- 959 — Константин VII Порфирогенит, византијски цар и историчар. (рођ. 905)
- 1456 — Улрих II Цељски, немачки и угарски великаш. (рођ. 1406)
- 1918 — Гијом Аполинер француско-италијански писац и драматург, пољског порекла. (рођ. 1880)
- 1991 — Ив Монтан, француски шансонијер и глумац (рођ. 1921)
- 1997 — Хеленио Ерера, аргентински фудбалски играч и тренер. (рођ. 1910)
- 2004 — Стиг Ларсон шведски књижевник, новинар, активиста. (рођ. 1954)
- 2004 — Ирис Чанг, америчка књижевница. (рођ. 1968)
- 2014 — Никола Симић, српски позоришни, филмски и телевизијски глумац. (рођ. 1934)

## Празници и дани сећања
- Дан борбе против фашизма и антисемитизма.

Српска православна црква данас слави -
- Свети мученик Нестор
- Преподобни Нестор Летописац
- Свети Андреј, кнез смоленски